# Eczacıbaşı VitrA Istanbul
Eczacıbaşı VitrA Istanbul turski je ženski odbojkaški klub iz Istanbula. S ukupno 28 osvojenih naslova prvaka Turske, 8 kupova i 2 superkupa te osvojenom Ligom prvakinja, to je najuspješnija turska odbojkaška djevojčad. Ujedno je i najuspješnija djevojčad u povijesti turskog športa.
Eczacıbaşı VitrA prvi je ženski odbojkaški klub koji je dva puta zaredom osvojio FIVB-ovo klupsko prvenstvo djevojčadi, odnosno obranio naslov. Time su postala najuspjšenija turska djevojčad u sudjelovanju bilo kojeg svjetskog natjecanja.

## Povijest
Klub je osnovan 1966. godine, no prve uspjehe ostvaruje 1980-ih godina, kada 11 puta zaredom (1973. – 1983.) osvaja Tursko žensko odbojkaško prvenstvo. Nakon reorganizacije natjecanja, šest puta zaredom osvaja prvih šest izdanja novoosnovane Turske odbojkaške lige, nasljednice Turskog odbojkaškog prvenstva, čime potvrđuje svoju visoku kvalitetu. Ponovno u razdoblju između 1998. i 1993. osvaja pet uzastopnih naslova prvakinja, te kasnije tri uzastopna naslova od 2005. do 2008. godine.
Igračice Istanbula ukupno su osam puta osvojile Turski odbojkaški kup, od čega pet puta zaredom, dok su Turski odbojkaški superkup osvojile 2011. i 2012. godine.

## Poznate igračice
- Antonella Del Core
- Mirka Francia
- Neslihan Demir
- Jordan Larson
- Barbara Jelić Ružić
- Irina Ilčenko

## Vanjske poveznice
- Službene stranice kluba (tur.)